# 植野村 (栃木県)
植野村（うえのむら）は栃木県の南西部、安蘇郡に属していた村。群馬県と境を接する。

## 地理
- 河川：渡良瀬川、秋山川、才川

## 歴史
- 1889年（明治22年）4月1日 - 町村制施行により周辺6村（植野村、赤坂村、田島村、君田村、飯田村、船津川村）が合併し植野村となる。
- 1943年（昭和18年）4月1日 - 佐野町、界村、犬伏町、堀米町、旗川村と合併し佐野市となる。

## 交通

### 鉄道
- 東武鉄道
  - 佐野線：田島駅